# Joan Masdeu i Babot
Joan Masdeu i Babot fou un militar català del segle xvii nascut a La Selva del Camp.
Com a capità fou un dels que va encapçalar la resistència durant el setge de Salses de la guerra dels trenta anys, on va lluitar com un heroi.
Va morir el 1639.